# August von Trott zu Solz

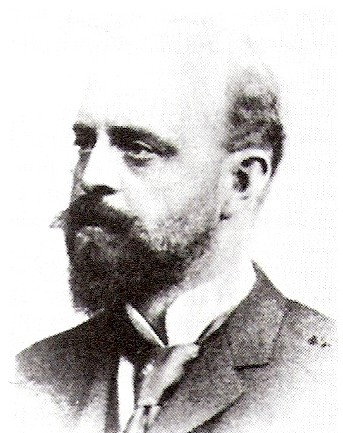
August von Trott zu Solz

August Bodo Wilhelm Klemens Paul von Trott zu Solz, född 29 december 1855 på Gut Imshausen vid Bebra, Hessen-Kassel, död där 27 oktober 1938, var en preussisk friherre, ämbetsman och politiker.
Trott zu Solz blev regeringspresident 1898 i Koblenz och 1899 i Kassel samt 1905 överpresident i provinsen Brandenburg. Han var under perioden juli 1909 till augusti 1917 preussisk kultusminister och lyckades på denna post upprätthålla god sämja med det katolska Centrumpartiet. Strängt konservativ till sin läggning, utträdde han ur ministären i samband med kejsarlöftet om den allmänna rösträttens snara införande i Preussen. Han var 1917-19 överpresident i Hessen-Nassau och blev 1919 för samma provins medlem av riksrådet. Han tillhörde från 1918 Deutschnationale Volkspartei.